# Moteur BMC Série-B
Le moteur BMC série B est un moteur à combustion interne quatre cylindres en ligne, quatre-temps, à refroidissement à eau, principalement utilisé dans les véhicules automobiles, créé par la société Britannique Austin Motor Company.

## Conception

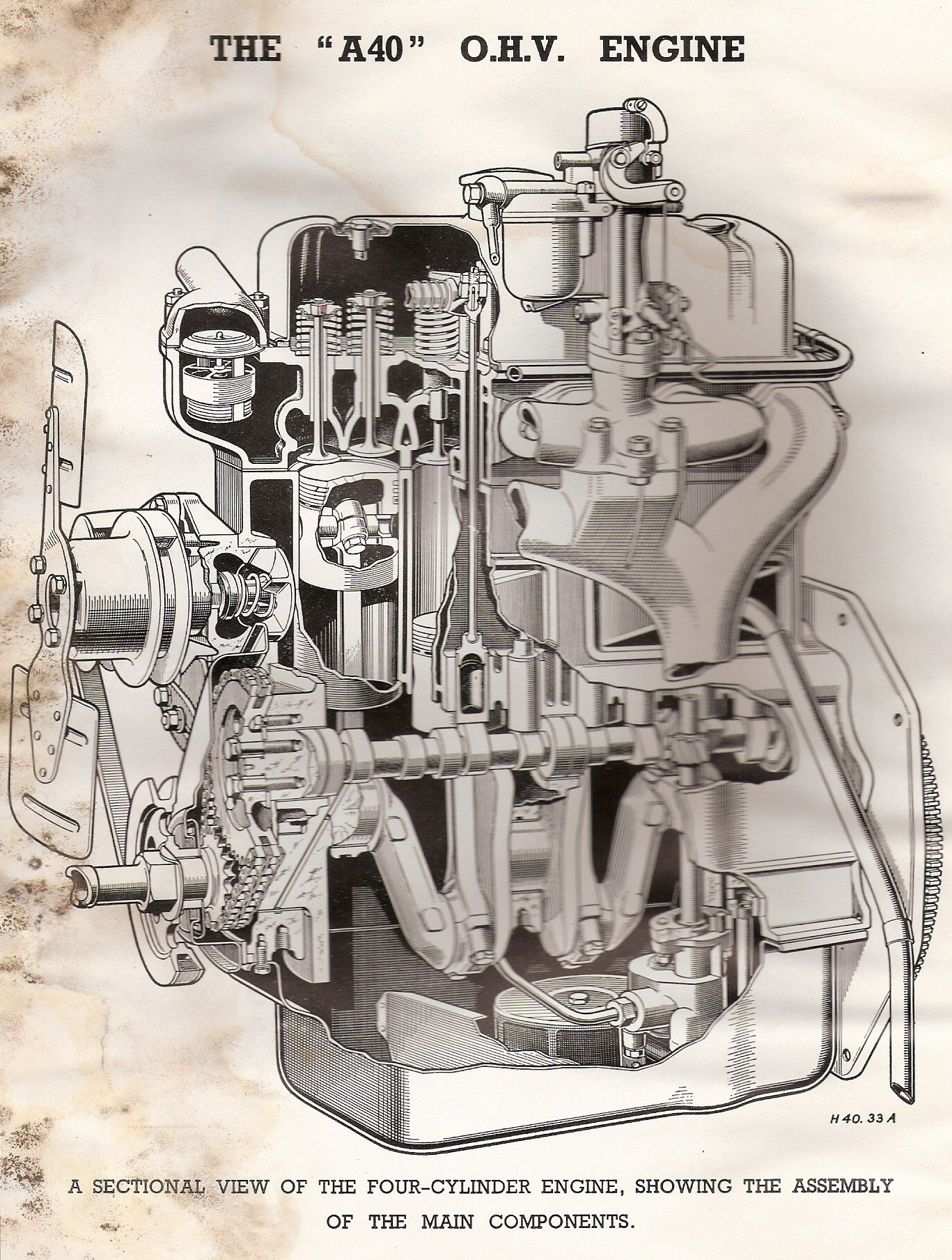
Moteur BMC série-B, est utilisé dans les véhicules automobiles, créé par la société Britannique, (Austin Motor Company)

Le précurseur de la série "B" fut un moteur 1 200 cm3 à soupapes en tête (OHV), utilisé dans l'Austin A40 Devon entre 1947 et 1952 et, sous une forme légèrement différente, dans l'Austin A40 Somerset de 1953. Ces moteurs étaient à leur tour basés sur une version antérieure d'avant-guerre de conception à soupapes latérales. Austin se rendit compte qu'ils auraient besoin d'un moteur qui pourrait animer plusieurs de ses prochaines voitures moyennes, et qu'il faudrait pour cela un moteur d'au moins 1 500 cm3 de cylindrée. Le moteur de l'A40 Devon avait atteint sa plus grande cylindrée et un nouveau moteur devait être conçu et construit.
La conception de ce nouveau moteur débuta en janvier 1952 et il fut désigné série-B. Bien que superficiellement semblables, il était plus long et plus lourd que celui de l'A40 Devon. Un avantage majeur est qu'il pouvait être réalésé pour fournir une plus grande cylindrée si nécessaire. À l'origine d'environ 1,2 litre, les cylindrées purent varier plus tard de 1,2 litre à 2,4 litres, le dernier étant une production Australienne de la seule variante à six cylindres. Les tailles les plus communes furent de 1,5 L et 1,8 L et servirent dans un certain nombre de véhicules, y compris une version du moteur construite sous licence en Inde par Hindustan Motors pour sa série de voitures Ambassador. Des versions essence furent produites en plus grand nombre, mais des versions diesel existèrent aussi bien pour les voitures que pour les applications marines.

## Construction
Le moteur est de construction classique avec un bloc-cylindres en fonte et un carter monobloc s'étendant vers le bas au niveau le plus bas des paliers; avec une culasse généralement en fonte, et un puisard en acier embouti. Au début les moteurs utilisèrent trois paliers de vilebrequin, et après cinq paliers. À part les variantes à double arbre à cames en tête, le simple arbre à cames — entraîné par chaîne et monté bas dans le bloc — actionne les soupapes en tête par tiges et culbuteurs. Les deux ports d'entrée dans la culasse non-tangentielle (en) sont partagés entre les cylindres 1 + 2 et 3 + 4 et les trois ports d'échappement entre les cylindres 1, 2 + 3 et 4. Le jeu au soupapest est réglable par vis et contre-écrous sur les culbuteurs.
Le Série B partage de nombreuses caractéristiques de conception (telles que les chambres de combustion en forme de cœur et les ports d'entrée siamois conçus par Harry Weslake), ainsi que sa structure de base et son apparence générale avec le plus petit moteur Série-A. Une différence majeure est le bloc avec ses chemises plus hautes, qui fournit une rigidité excellente du bas-moteur, le rendant très résistant et bien adapté au développement de versions diesel des années plus tard.

## Types de moteur

### moteurs 1,2 litre
Le 1,2 L (1 199,6 cm3) est la première version du moteur. L'alésage est de 65 mm et la course de 89 mm. La puissance maximale de sortie est de 39 ch (29 kW) à 4 300 tr/min.
À la suite de la formation de la British Motor Corporation (BMC) le moteur Série B est utilisé dans les véhicules suivants :
- 1954-56 Morris Cowley ;
- 1954-56 Austin A40 Cambridge ;
- 1954-55 Nash Metropolitan (en) 1200 (utilisant des préfixes de moteur uniques « 2G ») ;
- La Moissonneuse-Batteuse Massey-Harris.

### moteurs 1,5 litre

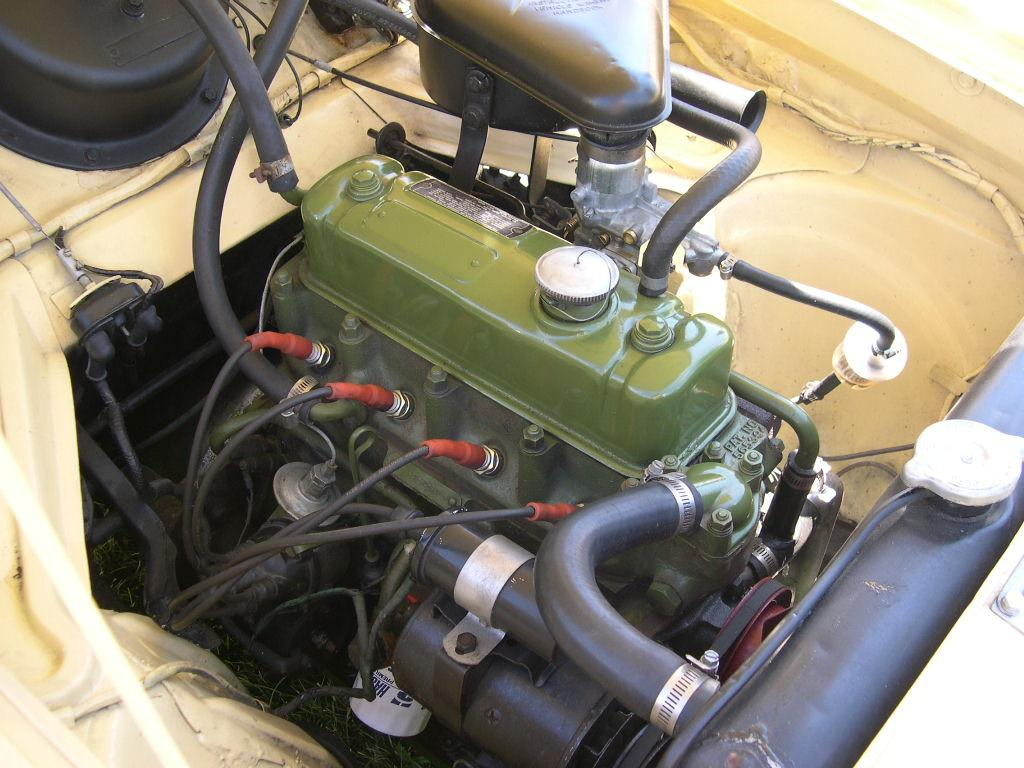
Le moteur Série-B 1500 dans une Nash Metropolitan Série 3

La version 1,5 L (1 489 cm3) fut d'abord utilisée en 1953 dans la MG Magnette ZA en version double carburateur et, en 1954, dans la Morris Oxford série II (en) et l'Austin Cambridge. En 1957 il est monté dans la MGA d'origine. La puissance en formule double carburateur fut de 69  à   73 ch (51  à   54 kW) et 56 ch (41 kW) avec un seul carburateur. L'alésage est de 73,03 mm et la course est de 89 mm..
Il y a aussi une version diesel de cette cylindrée. La puissance de sortie est de 40,5 ch (30 kW) à 4 000 tr/min et couple est de 87 N m à 1 900 tr/min.
Applications:
- 1954-61 Morris Oxford Série II (en), Morris Oxford Série III, V ET VI (en)
- 1956-59 Morris Cowley
- 1956-62 Nash Metropolitan (en) 1500
- 1955-58 MGA
- 1953-61 MG Magnette ZA, ZB, & Mark III
- 1956-61 Morris J2 (en), fourgonnettes 1/2 tonne
- 1956-58 Austin Cambridge A50
- 1958-61 Austin Cambridge A55
- 1956-58 Wolseley 15/50
- 1957-65 Wolseley 1500 (en)
- 1958-61 Wolseley 15/60
- 1957-61 Morris JB-type fourgonnettes 1/2 Tonne, également vendue sous l'appellation Austin 101.
- 1957-65 Riley 1.5 (en)
- 1959-61 Riley 4/68 (en)
- 1959-65 Rochdale Olympic (en)
- 1958-62 Morris Major (en) et Austin Lancer (en) Série I et II
- 1957-63 Tempo Matador
- Hindustan Ambassador
- International Harvester "Métro-Mite" camion de livraison
- Navigator 1500 moteur marin
- 1958-60 TVR Grantura Mark I
- 1960-62 TVR Grantura Mark II ET IIA
- 1958-1959 Elva Courrier

### Moteurs à double arbres à cames
Une version spéciale Twin-Cam (DOHT) du moteur série-B de 1 588 cm3 fut produite pour la MGA. La puissance de sortie était de 108 ch (81 kW) à 6 700 tr/min pour la version à haute compression (9.9:1) et de 100 ch (75 kW) dans l'option basse compression (8.3:1). Le bloc moteur est en fonte, mais la culasse à huit port est en alliage d'aluminium. Le double arbres à cames est entraîné par chaîne à partir d'un engrenage demi-vitesse sur l'arbre principal logé dans l'espace qui aurait été occupé par le classique arbre à cames.
Ce moteur eut mauvaise réputation par son manque de fiabilité, en particulier dans la version à haute compression qui avait besoin d'essence à haut indice d'octane, mais cela fut en grande partie résolu. L'habitude qu'avaient les pistons de brûler — qu'on a cru être le résultat d'un mauvais calage de l'allumage — fut  corrigée plus tard et était due à une combustion lente induite par une vibration impliquant les cuves de carburateurs, qui fut facilement corrigée par un montage souple des carburateurs. Un total de 2 111 voitures ont été construites, en version coupé et roadster.
Quelques spécimens de 1 762 cm3 furent produits à des fins de compétition.
Applications :
- 1958-60 MGA Twin-Cam

### Moteurs 1,6 litre
Le moteur a été porté à 1,6 L (1 588 cm3) en 1958 par augmentation de l'alésage à 75,4 mm.
Applications :
- 1959-61 MGA 1600
- 1960-62 TVR Grantura Mark II, IIA
- 1959-61 Elva Courrier Mark II

### Moteurs 1,6 litre Mark II
Le moteur fut encore élargi à 1 622 cm3 en 1961, avec un alésage de 76,2 mm.
Applications:
- 1961-62 MGA Mark II
- 1961-69 Austin Cambridge A60
- 1961-67 Morris J2 (en) fourgonnettes 1/2 tonne
- 1961-71 Morris Oxford VI
- 1961-71 Wolseley 16/60
- 1961-69 Riley 4/72 (en)
- 1961-68 MG Magnette Mark IV
- 1961-67 Austin 152 & Morris J2 fourgonnette 1/2-tonne
- 1974-78 Sherpa van (en)
- 1962-64 Morris Major (en) Élite
- 1963-66 Tempo Matador
- 1966-67 Hanomag Matador
- 1967-73 Hanomag F20, Hanomag F25, Hanomag F30, Hanomag F35
- 1970-73 Mercedes Benz L206, Mercedes Benz L306
- moteur marin Navigator 1600
- 1962-64 TVR Grantura Mark III
- 1963-64 Elva Courrier Mark III

Le Série-B de 1 622 cm3 a également constitué la base du moteur de la "série Bleue" développé par BMC Australie (en) pour une utilisation dans les modèles Austin Autoroute et Wolseley 24/80 (en) construits localement, toutes deux des variantes de l'Austin A60 Cambridge. La "série Bleue" fut un développement six cylindres en ligne du Série-B avec l'ajout de deux cylindres supplémentaires donnant 2 433 cm3. Les demandes différentes du marché Australien nécessitaient un moteur six cylindres dans une voiture de la taille de la BMC milieu de gamme Farina et le moteur de Série-C ne s'adaptant pas, nécessita le développement du moteur unique "série Bleue". Les deux modèles ont été retirés en 1965 et aucun autre usage de ce moteur ne fut fait.

### Moteurs 1,8 litre
Le moteur a été agrandi de nouveau à 1,8 L (1 798 cm3) en 1962. L'alésage fut porté à 80,26 mm et la course à 89 mm, la puissance étant évaluée à 94 ch à 5500 tr/min. Les premiers moteurs avaient un vilebrequin à trois paliers et une version à cinq paliers apparut en 1964.
Il y eut aussi une version diesel de cette cylindrée utilisée dans la fourgonnette Leyland Sherpa (de), et construite sous licence en Turquie depuis de nombreuses années. Il est encore largement utilisé sur des péniches sur les canaux du Royaume-Uni[réf. nécessaire].
Applications:
- 1954-80 Probe 16
- 1962-80 MGB
- 1964-75 BMC ADO17 ("Landcrab") Austin 1800
- 1967-72 BMC ADO17 ("Landcrab") Wolseley 18/85
- 1966-75 BMC ADO17 ("Landcrab") Morris 1800
- 1975-78 Princess 1.8
- 1971-78 Morris Marina 1.8
- 1964-67 TVR Grantura Mark III et IV
- 1964-65 Elva Courrier Mark IV
- 1974-78 Fourgonnette Leyland Sherpa (de)
- 1973-75 Hanomag F20, Hanomag F25, Hanomag F30, Hanomag F35
- 1973-77 Mercedes Benz L207
- 1973-78 Mercedes Benz L307

### Moteurs 2,4 litres
Il y eut un six cylindres de 2 433 cm3, nommé "série Bleue", utilisé en Australie dans l'Austin Autoroute et la Wolseley 24/80 (en).

## Numérotation des moteurs
Il y eut deux séries de numéros de moteur,  BMC ayant changé de système à la fin de 1956.

### Système de numérotation, de 1936 à 1956
En exemple, les numéros étaient du style "BP15GB", suivi par le numéro de série du moteur, d'où:
- BP = moteur de série B avec P pour poussoirs (soupapes en tête)
- 15 = capacité
- G = MG (pour la liste complète des codes voir la référence ci-dessous)
- B = Cette dernière lettre indique la version du moteur.

### Système de numérotation, de 1957 à 1970
En exemple, les numéros étaient du style "15GO-U-H" plus un numéro de série, d'où:
- 15 = cylindrée
- G = MG (les autres lettres sont: A = Austin, B = Industriel, H = Divers, J = Commercial, M = Morris, R = Riley, V = Vanden Plas et W = Wolseley )
- B = moteur série-B
- U = changement de vitesse central (les autres lettres sont: A = Automatique, M = embrayage Manumatic, N = changement sur la Colonne, O = Overdrive et P = Police)
- H = Haute compression (sinon L = Faible compression)

### Système de numérotation, à partir de 1970
Dès le début des années 1970, le système de numérotation a été simplifié : "18 V" plus un numéro de série, où 18 représente la cylindrée et V = vertical, c'est-à-dire moteur (en ligne, pas en V) en position longitudinale et roues arrière motrices, et H = Horizontale, c'est-à-dire moteur transversal et roues avant motrices.
Il y a parfois une indication du pays après la première partie du code, par exemple "18V-Z" a été utilisé dans certains moteurs MG MGB aux États-Unis (à l'exception de la Californie).